# کائوری ماتسوموتو
کائوری ماتسوموتو (انگلیسی: Kaori Matsumoto؛ زادهٔ ۱۱ سپتامبر ۱۹۸۷ در کانازاو) بانوی جودوکار اهل کشور ژاپن است.

## فعالیتهای حرفه‌ای
کائوری ماتسوموتو جودو را از زمانی که شش ساله بود شروع کرد. فنون مورد علاقه او در جودو کوسوتو گاری و سوده تسوریکومی گوشی هستند. استخوان ببنی، شانه و آرنج راست او زمانی که دبیرستان می‌رفت شکست. در رقابتهای قهرمانی جهان در سال ۲۰۰۹ نیز به دلیل رژیم غدایی نامناسبی که گرفته بود دست راستش شکست و به مقام پنجم رسید. پس از وقوع چنین اتفاقاتی او به شروع کنترل عادت غداییش کرد و به اهمیت آموزشهای لازم در خصوص مصرف مواد غذایی پی برد.
او پس از بازی‌های المپیک تابستانی ۲۰۱۲ شروع به انجام خدمت داوطالبانه برای کودکان در ژاپن کرد.